# Route nationale 67 (Estonie)
Pour les articles homonymes, voir Route nationale 67.
La route nationale 67 (Tugimaantee 67) est une route nationale estonienne reliant Võru à Valga. Elle mesure 83,3 km.

## Tracé
- Comté de Võru
  - Võru
  - Võlsi (et)
  - Käätso (et)
  - Juba (en)
  - Lompka (et)
  - Vana-Nursi (et)
  - Käku
  - Nursi (et)
  - Nilbõ (et)
  - Simmuli (et)
  - Järvepalu (en)
  - Ahitsa (et)
  - Sänna (en)
  - Riitsilla (en)
  - Haabsilla (et)
  - Sadramõtsa (en)
  - Kangsti (en)
  - Matsi (et)
  - Varstu
  - Punsa (en)
  - Parmupalu (en)
  - Mõniste
  - Hürova (en)
  - Kallaste (et)
  - Saru (en)
- Comté de Valga
  - Kalliküla
  - Hargla
  - Sooblase (en)
  - Taheva
  - Korkuna (en)
  - Laanemetsa (en)
  - Koikküla (et)
  - Lepa (et)
  - Koiva (en)
  - Pugritsa (en)
  - Londi (en)
  - Valga